# Квадрифора

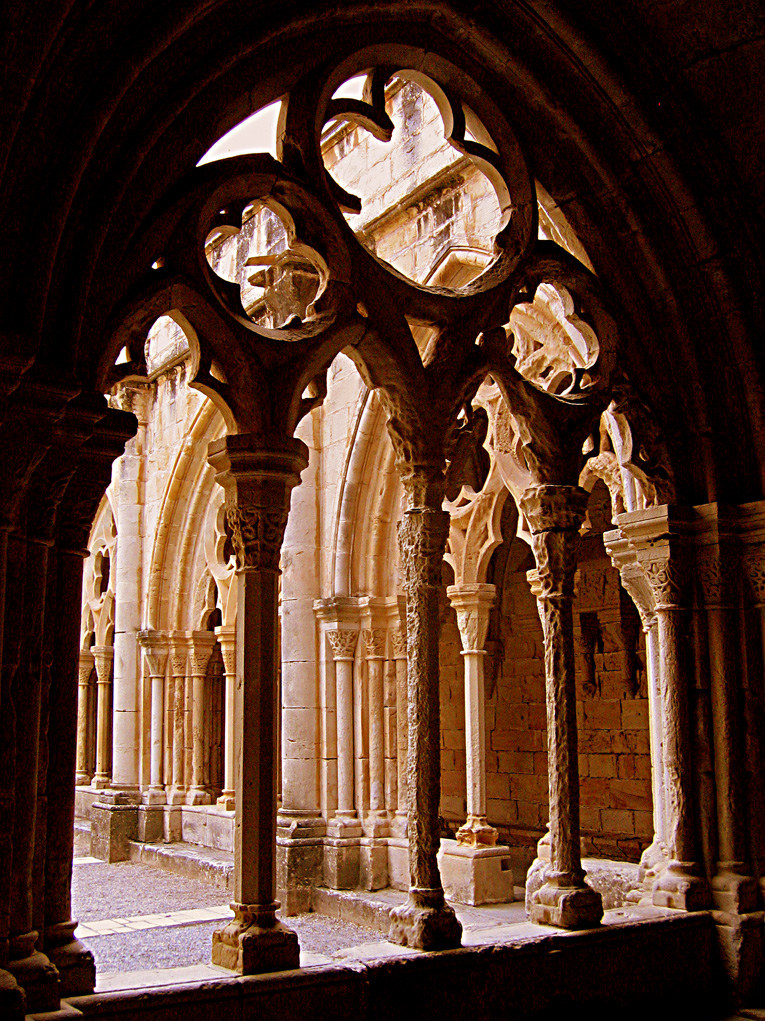
Арки в коридорах патіо монастиря Поблет

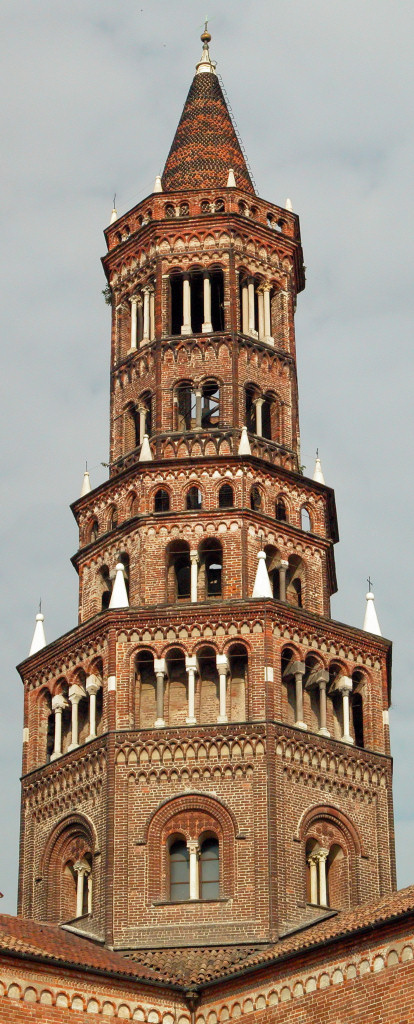
«Ciribiciaccola» — вежа-дзвіниця Абатства К'яравалле в Мілані.

Квадрифора (від італ. quadrifora) — це тип вікна, розділеного вертикально на чотири отвори колонами, пілястрами або чимось іншим, на які спираються чотири арки, заокруглені чи гострі. Іноді квадріфору обрамлюють у верхній частині іще одною аркою; простір між арками декорується стеммою чи круглим отвором.
Квадріфора була менш поширеною, ніж біфора чи трифора; використовувалась у романський, готичний та ренесансний період.
Порівняно з трифорою квадріфора, як правило, використовувалася для будівель значних розмірів, часто — у вежах та дзвіницях, на верхніх поверхах, де необхідно було зменшити вагу будівлі.

## Галерея

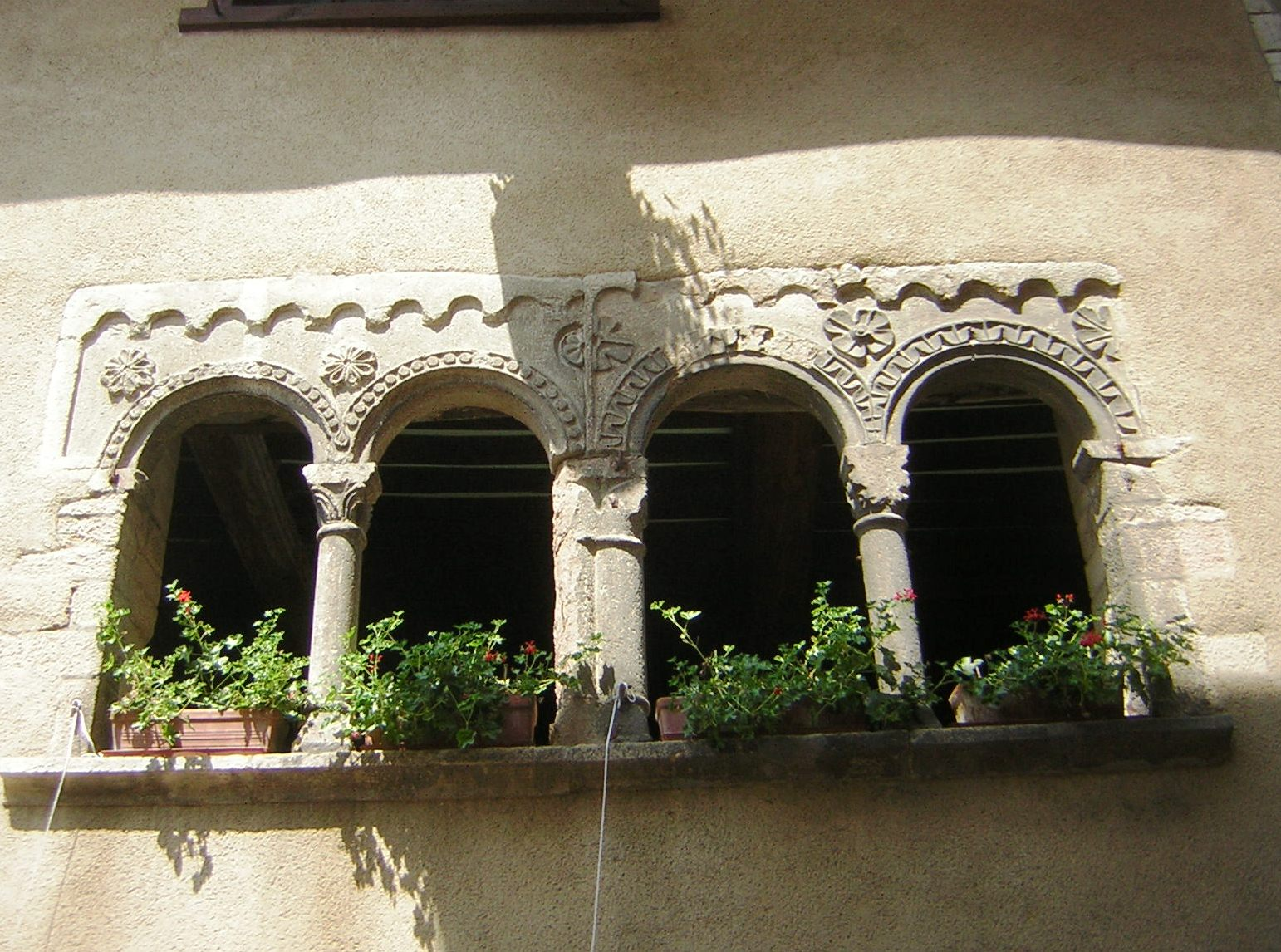
Квадрифора в романському стилі, Клюні
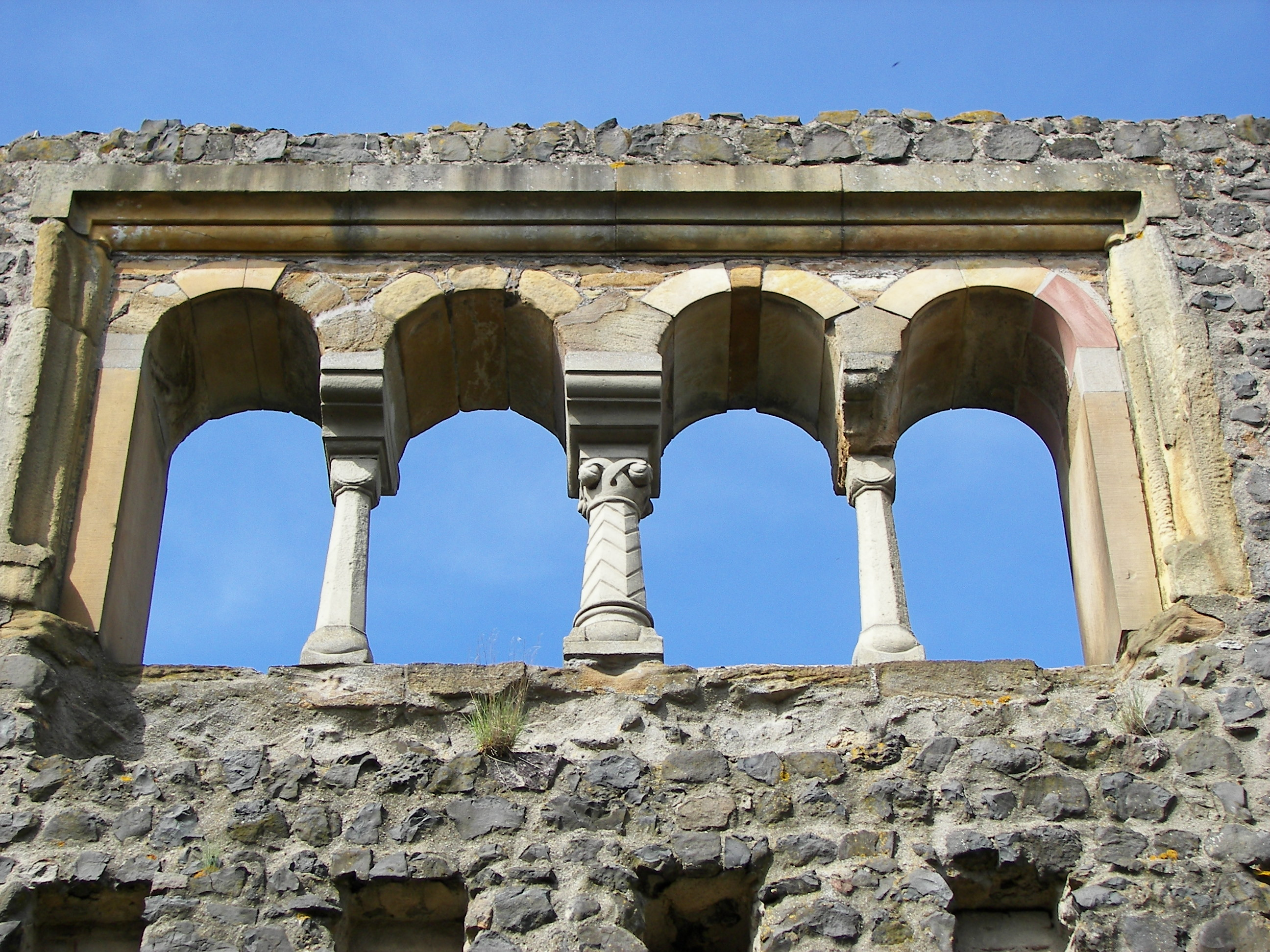
Замок Мюнценберг
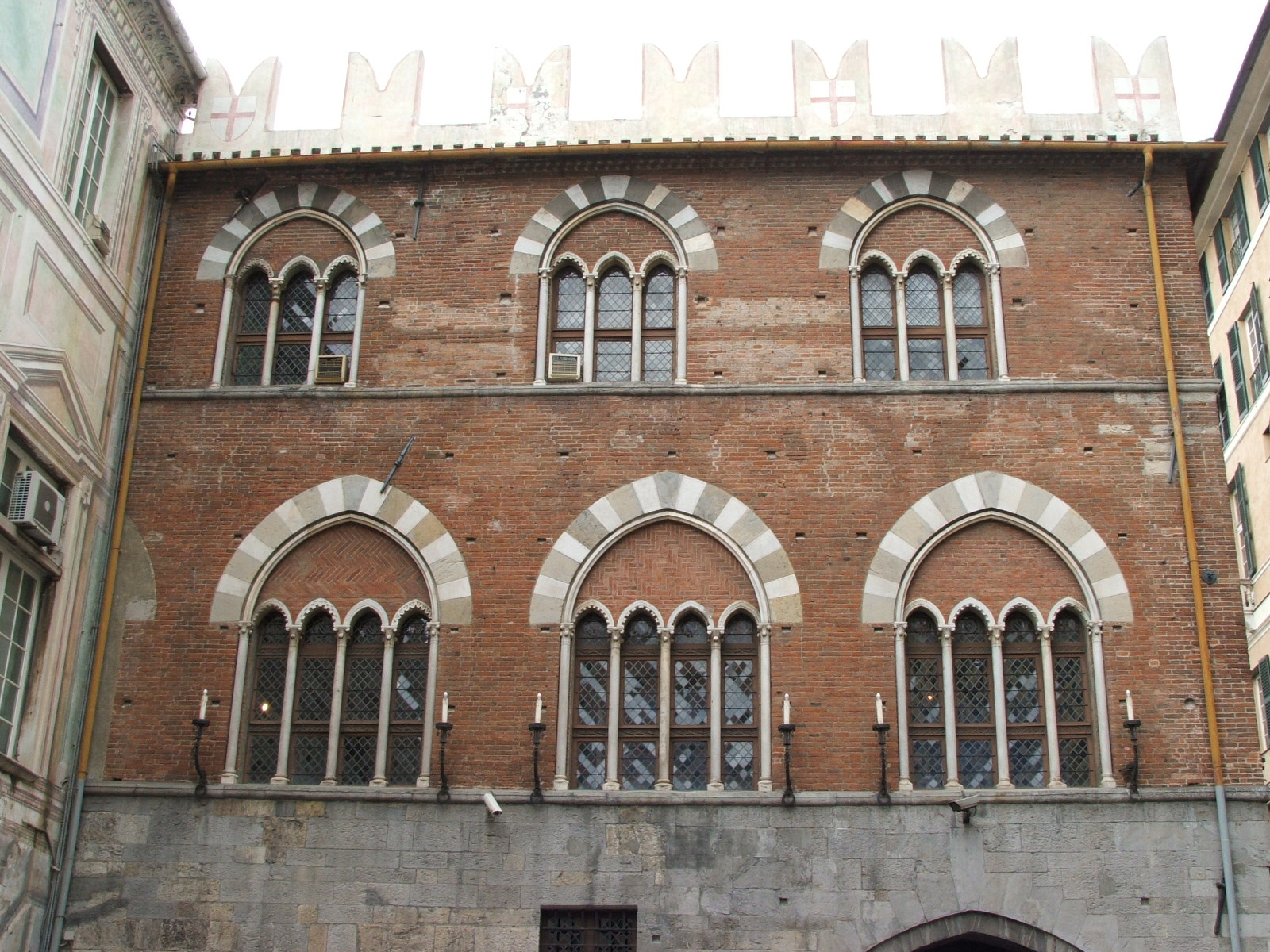
Генуя, палац Сан-Джорджо
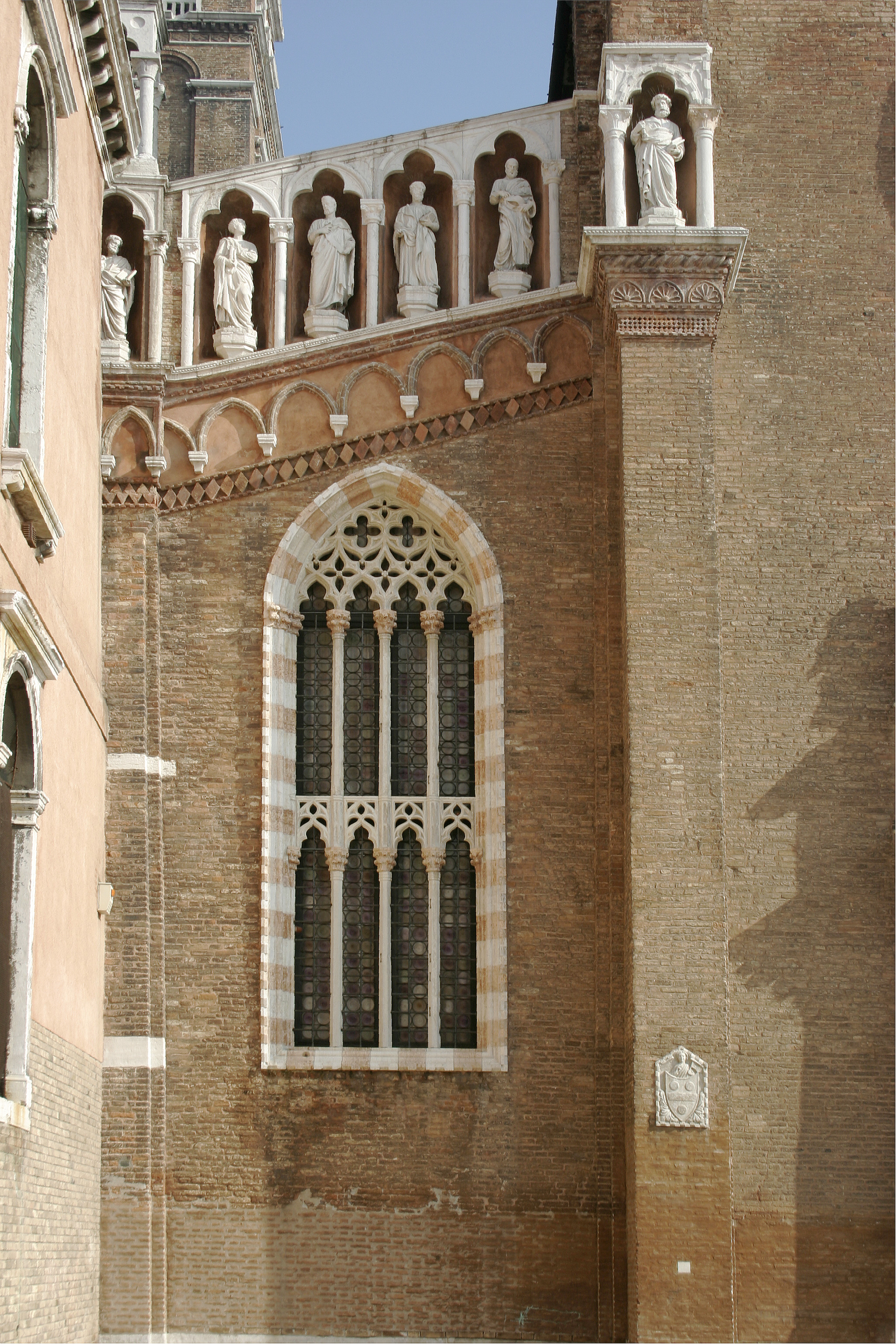
Готична квадрифора, Церква Мадонна дель Орто, Венеція
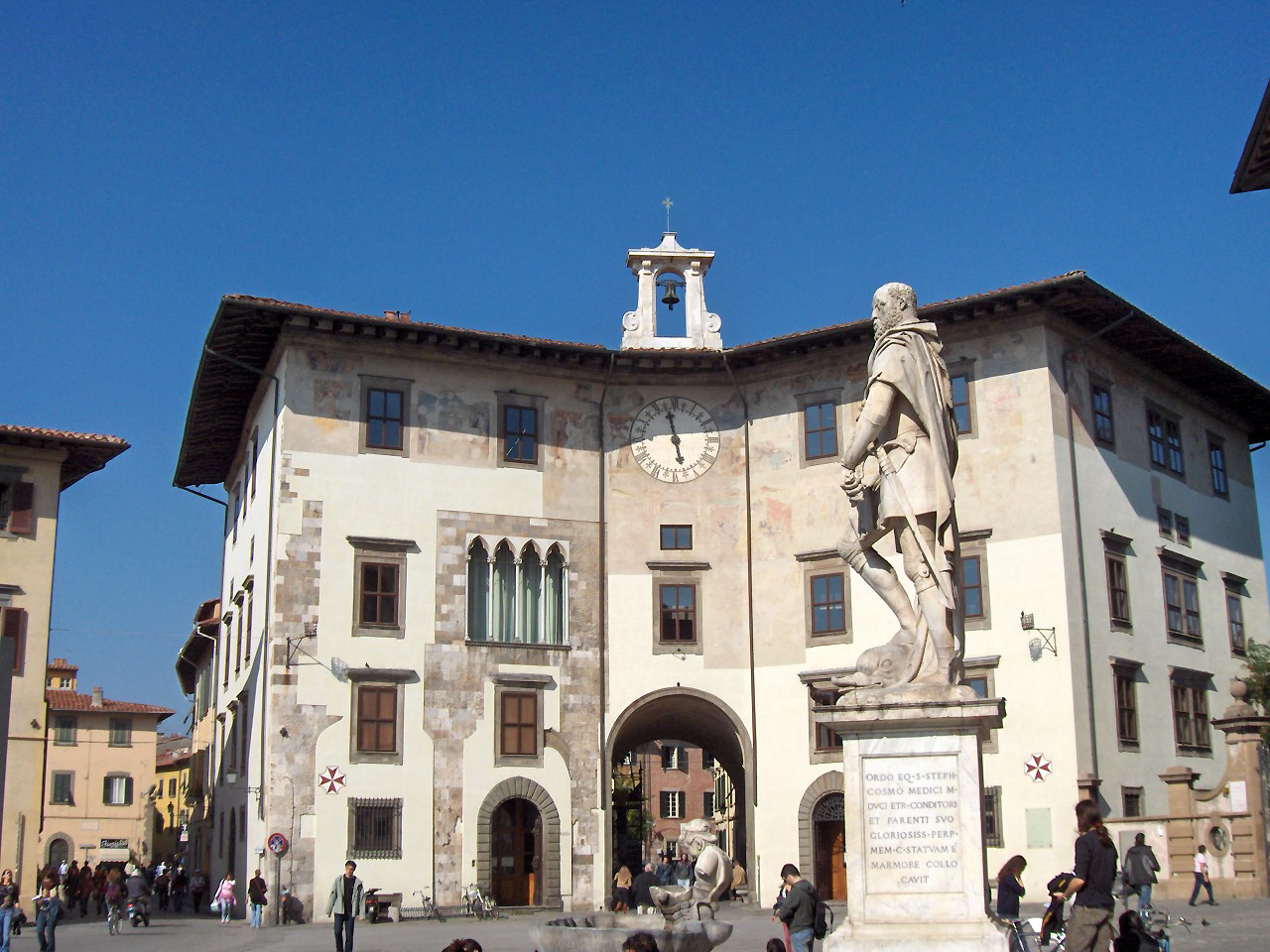
Піза, Італія
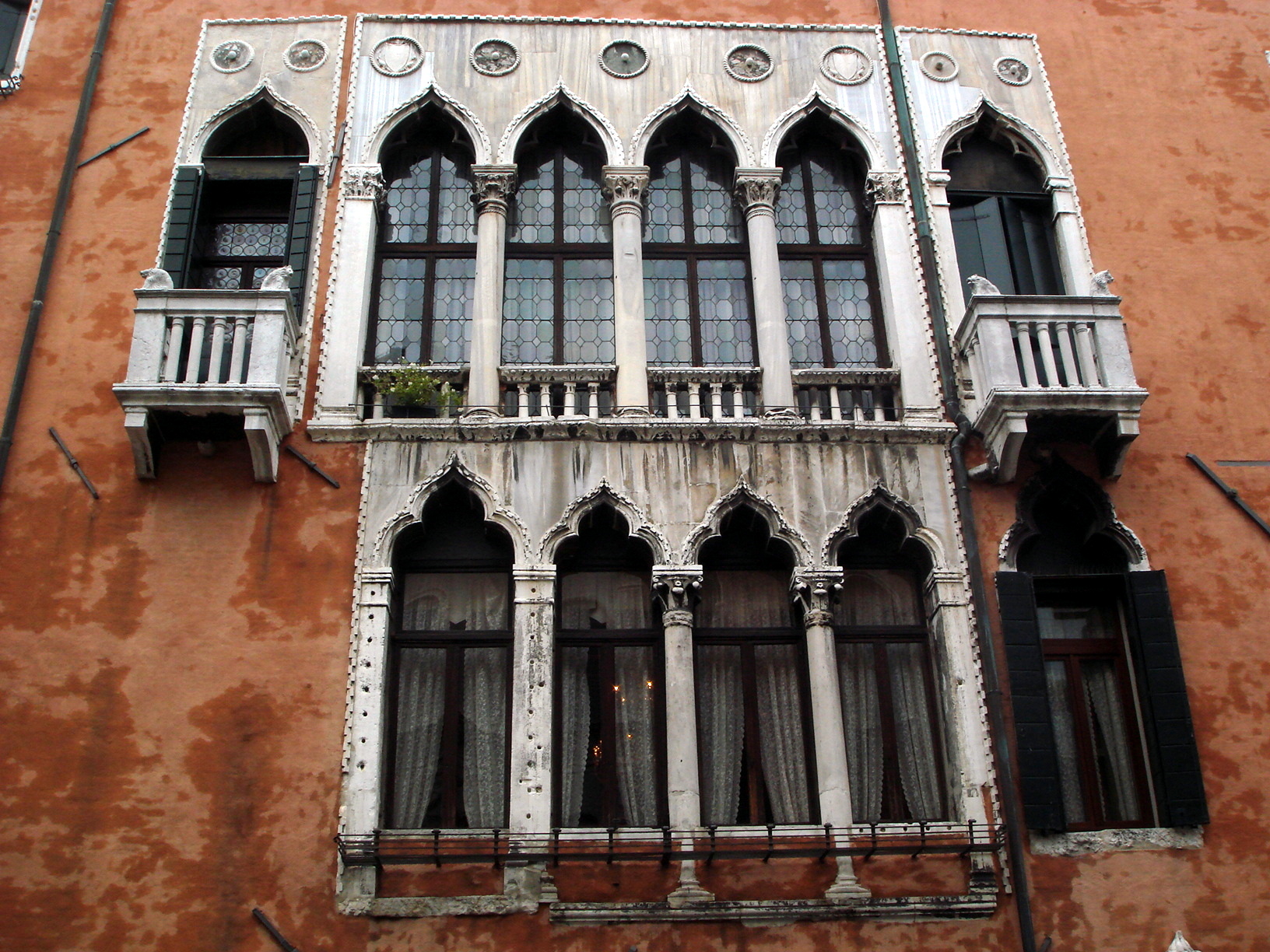
Палаццо Пріулі алль'Осмарін, Венеція, 14 ст.
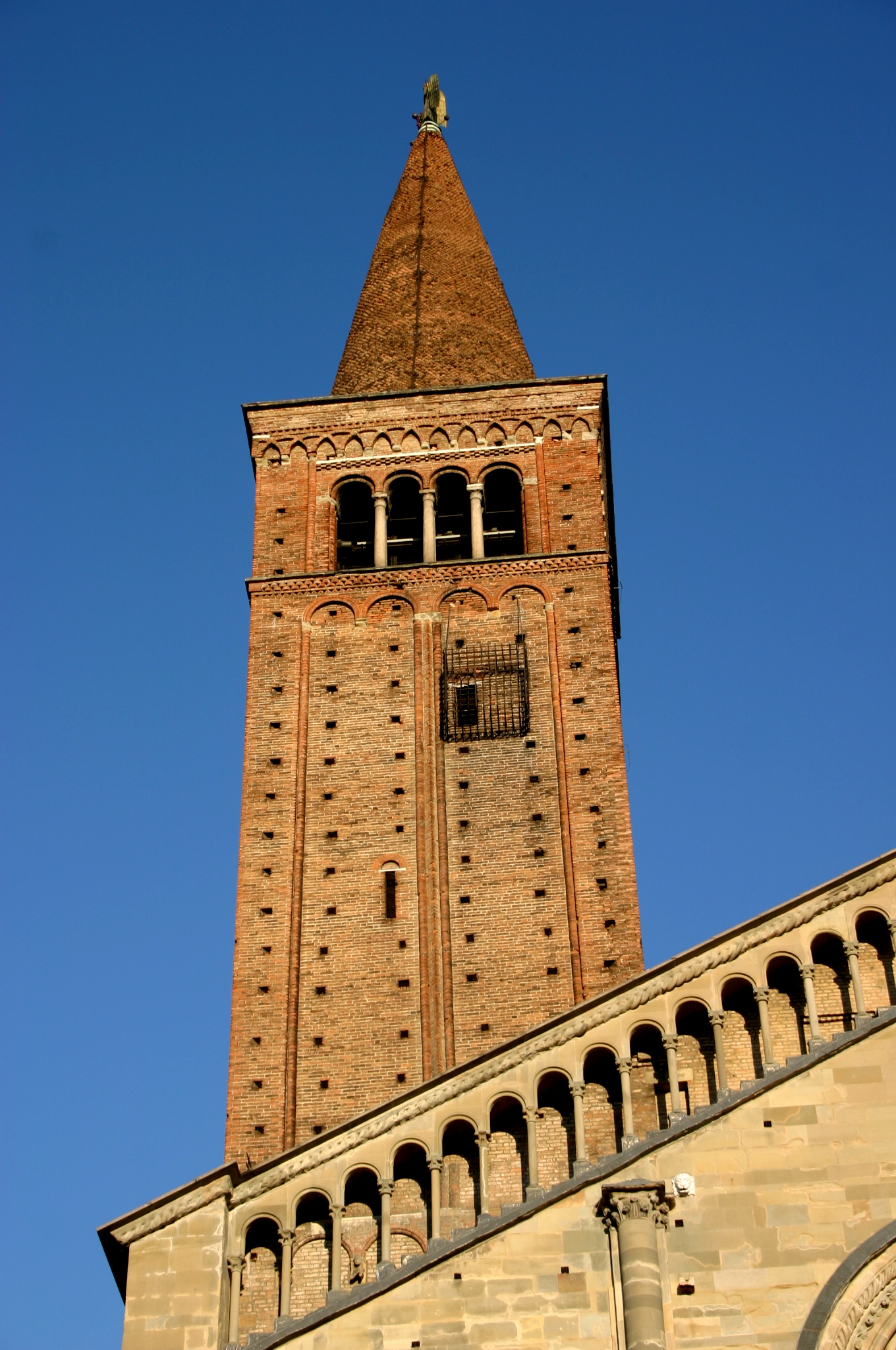
Квадрифора дзвіниці Дуомо, П'яченца
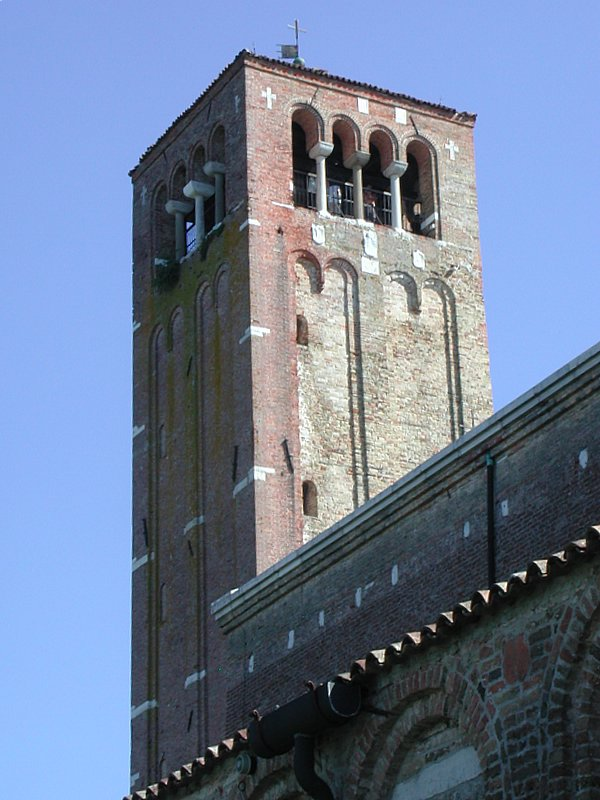
Вежа-дзвіниця Базиліки Santa Maria Assunta в Торчелло, Італія
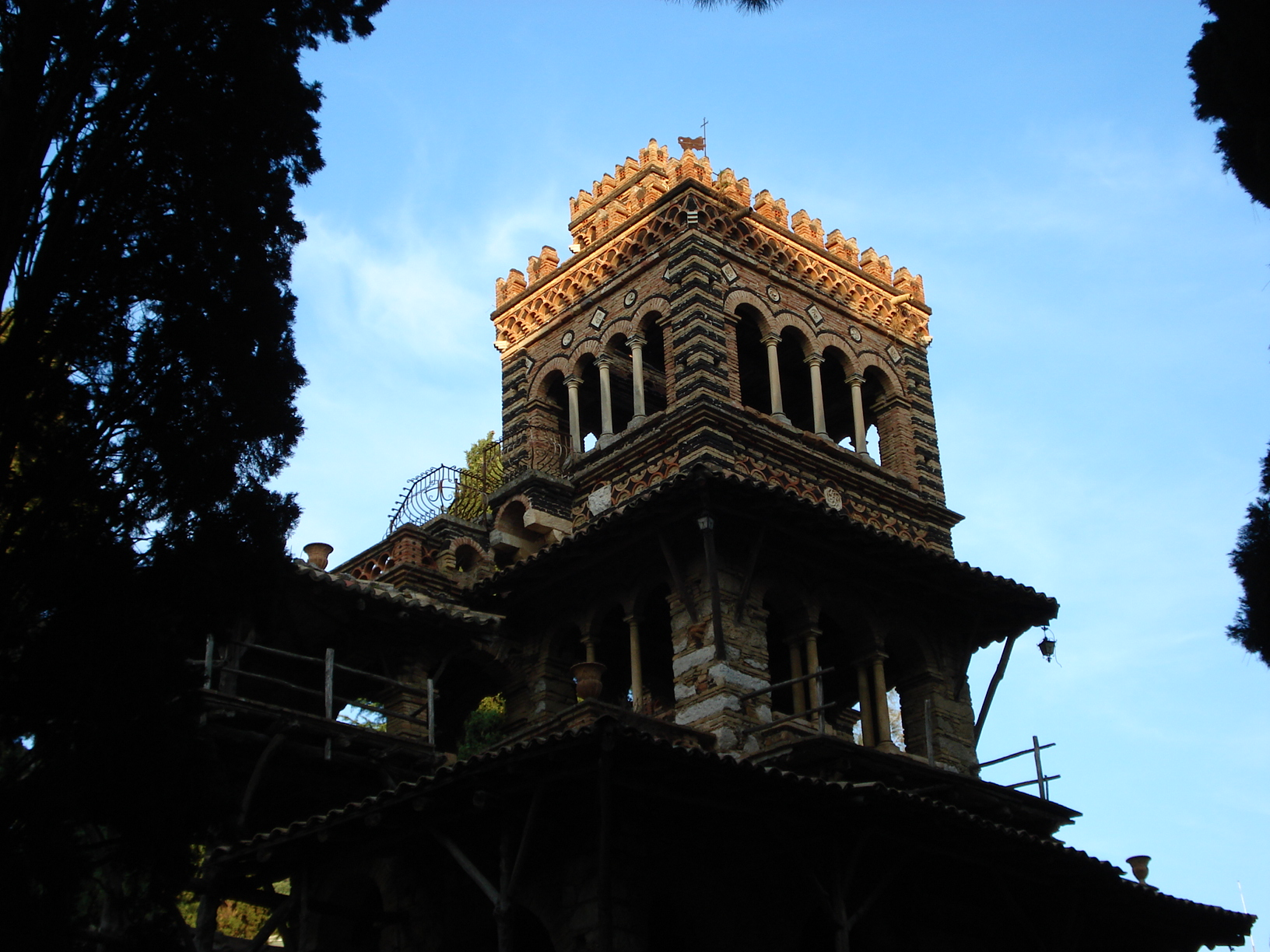
Таорміна, міська вілла